# Hugo Legzdiņš
Pour les articles homonymes, voir Legzdins.
Hugo Legzdiņš (Хуго Легздиньш en russe), né le 7 décembre 1903 à Ledourga en Lettonie (alors province de l'Empire russe), décédé le 20 juillet 2004, est un militaire letton. Il occupa les postes de vice-amiral et capitaine de frégate de la marine lettonne et fut breveté à l'école des torpilles de la marine française. Le 27 juillet 2001, le président français Jacques Chirac lui décerne la croix de chevalier de la Légion d'honneur pour services rendus à la France.

## Biographie
En 1926, Hugo Legzdiņš rejoint la division sous-marine lettonne et participe en France au baptême du premier sous-marin de la marine lettonne, le Ronis. Il achève ses études à l'École navale en 1938. Deux années plus tard il devient commandant du Ronis. En 1941, après l'annexion de la Lettonie par l'Union soviétique, les sous-marins passent sous la coupe de Moscou et Legzdiņš est écarté de son poste. Il passe le reste de sa vie à enseigner l'astronomie et la navigation aux aspirants marins. Le 7 décembre 2003, Hugo Legzdiņš célèbre ses 100 ans dans son village natal de Ledourga situé à 70 km au nord de Riga. Il meurt l'année suivante.
Le 22 juillet 2004, le ministre des affaires étrangères letton Artis Pabriks adressa une lettre aux proches du commandant dans laquelle il écrivit : « Ni le nom de Hugo Legzdiņš, ni ses accomplissements ne pourront s'effacer de la mémoire de la nation et resteront à jamais inscrits dans l'histoire des forces armées lettones, de l'académie navale lettonne et de la République de la Lettonie ».

## Œuvre
- (lv) Hugo Legzdiņš, Ronis - Mana Budina Un Pils : zemūdenes komandiera dzīvesstāsts, Dzivesstasts, Riga, Lettonie, 2002, 344 pages  (ISBN 9984959902).